# José Luis Bustamante y Rivero (Perù)
José Luis Bustamante y Rivero è una città del Perù nella provincia di Arequipa (regione di Arequipa) con 76.410 abitanti al censimento 2007, unica località del distretto omonimo.